# Вольф Гаас
Вольф Гаас (нім. Wolf Haas; нар. 14 грудня 1960, Марія-Альм, Австрія) — австрійський письменник. Відомий своїми детективними романами про детектива Зімона Бреннера, чотири з яких були екранізовані. Номінант сімох літературних премій, включаючи Німецьку премію за детектив.

## Біографія
Гаас народився 1960 року в містечку Марія-Альм, що біля Зальцбурга. Після закінчення університету працював рекламним копірайтером. Між 1996 та 2003 роком написав сім детективних романів, шість з яких були про детектива Зімона Бреннера. Три з них було екранізовано: «Komm, süßer Tod», «Silentium» та «Der Knochenmann». За свої твори здобув кілька премій, серед яких Німецька премія за детектив (1997, 1999, 2000) та Літературна премія Бремена (2013).

## Твори

### Романи
- Серія детективів про Бреннера
  - «Auferstehung der Toten» (1996)
  - «Der Knochenmann» (1997)
  - «Komm, süßer Tod» (1998)
  - «Silentium!» (1999)
  - «Wie die Tiere» (2001)
  - «Das ewige Leben» (2003)
  - «Der Brenner und der liebe Gott» (2009)
  - «Brennerova» (2014)
- «Ausgebremst - Der Roman zur Formel 1» (1998)
- «Das Wetter vor 15 Jahren, 2006» (2006)
- Verteidigung der Missionarsstellung. Roman. Hoffmann und Campe, Hamburg 2012, ISBN 978-3-455-40418-0.
- Junger Mann. Hoffmann und Campe, Hamburg 2018, ISBN 978-3-455-00388-8.[10]
- Eigentum. Roman. Carl Hanser, München 2023, ISBN 978-3-446-27833-2.
- Wackelkontakt. Roman. Carl Hanser, München 2025, ISBN 978-3-446-28272-8.

### Не художні твори
- «Sprachtheoretische Grundlagen der Konkreten Poesie» (1990)
- «Die Liebe in den Zeiten des Cola-Rauschs» (1993)

### Книги для дітей
- «Die Gans im Gegenteil» (2010)